# Tolil

Estrutura dos três grupos isômeros: orto-, meta- et para-tolil (da esquerda para a direita)

Tolil, também chamado de tolila ou tolilo, é o grupo derivado do tolueno pela remoção de um hidrogênio do anel aromático. Não deve ser confundido com o grupo benzil, onde o hidrogênio removido é o do metil.
Existem três grupos tolil:[carece de fontes?] o-tolil, m-tolil [carece de fontes?] e p-tolil.